# Meyrueis
Meyrueis (okzitanisch Maruèis) ist eine französische Gemeinde mit 778 Einwohnern (Stand 1. Januar 2022) im Département Lozère in der Region Okzitanien. Das Ortszentrum liegt auf 720 m Höhe.

## Geografie

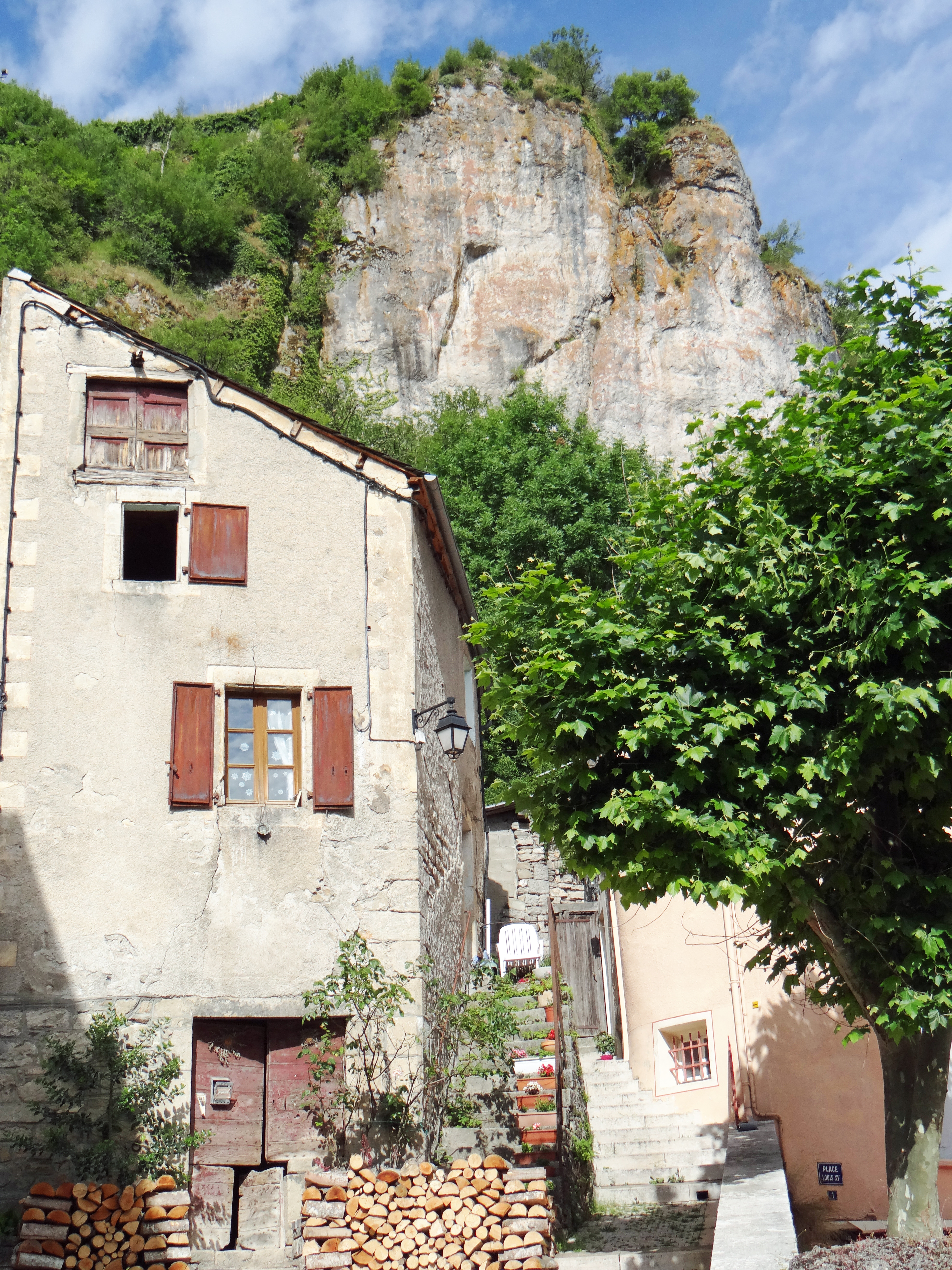
Rocher du château

Meyrueis liegt in den Cevennen am Zusammenfluss von Jonte, Brèze und Béthuzon und wird als „Dreiflüsseort“ bezeichnet. Es ist die südlichste Gemeinde des Départements Lozère.

## Bevölkerungsentwicklung
| Jahr      | 1962 | 1968 | 1975 | 1982 | 1990 | 1999 | 2010 | 2018 |
| Einwohner | 1110 | 1007 | 924  | 908  | 907  | 851  | 825  | 821  |

## Freizeit
Wandern, Kajakfahren und Mountainbiken sind vom Ort aus möglich.
Die Besucherhöhlen Aven Armand und Grotte de Dargilan und der Dolmen Tombe du Géant befinden sich in der Nähe.

## Sonstiges
Meyrueis ist Schauplatz (und das erste Wort) im Radsportroman „Das Rennen“ („De Renner“) von Tim Krabbé.

## Weblinks

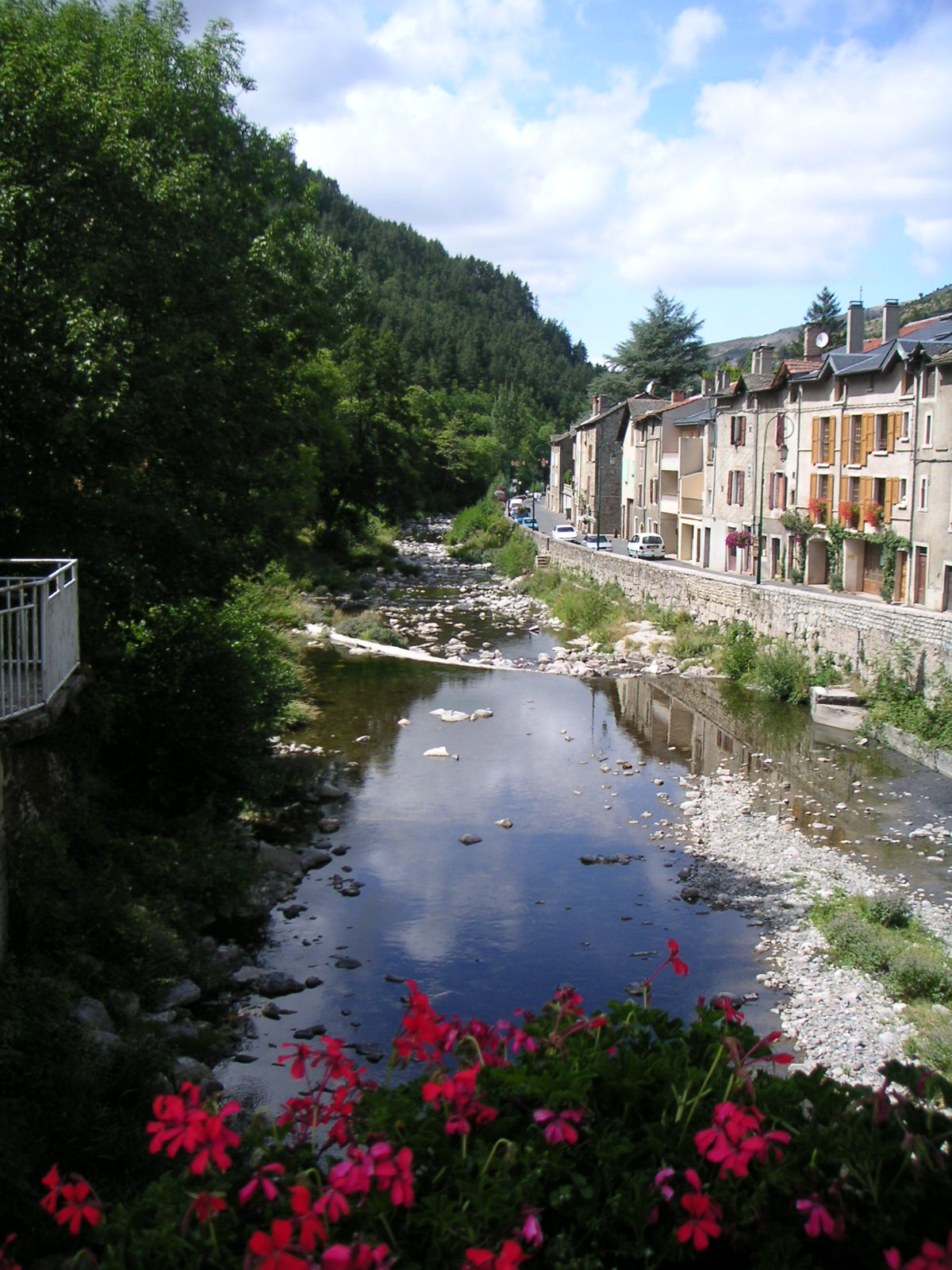
Die Jonte im Ortszentrum